# Avisio
De Avisio is een rivier in de Italiaanse provincie Trente.
De rivier ontspringt uit de gletsjers van de Marmolada in nabijheid van de Fedaiapas. Het dal dat is uitgesleten door de Avisio draagt drie namen: het hoogste deel heet Val di Fassa, het middelste deel Val di Fiemme en het laagste deel Val di Cembra. Bij toeristen is vooral het Val di Fassa populair. Dit wordt omgeven door de hoogste bergmassieven van de Dolomieten. Bij Lavis stromen de Avisio en Adige samen. De Avisio heeft hier een kleine delta gevormd die tot beschermd natuurreservaat benoemd is.

## Plaatsen langs de Avisio
- Canazei
- Moena
- Predazzo
- Cavalese
- Lavis

- Bibliothèque nationale de France: cb11960882g (data)
- Gemeinsame Normdatei: 4472137-7
- Système universitaire de documentation: 027604640
- Virtual International Authority File: 233869143